# Касым, Алибек Бекбайулы
Алибе́к Бекбайулы́ Касы́м (каз. Әлібек Бекбайұлы Қасым; род. 27 мая 1998, Илийский район, Алматинская область) — казахстанский футболист, защитник клуба «Актобе» и сборной Казахстана.

## Клубная карьера
Футбольную карьеру начал в 2017 году в составе клуба «Кайрат». За основной состав клуба дебютировал 18 мая 2018 года в кубковом матче против кокшетауского «Окжетпеса».
Летом 2019 года подписал контракт с клубом «Кызыл-Жар СК». 27 ноября 2020 года в матче против кызылординского «Кайсара» забил свой дебютный мяч в казахстанской Премьер-лиге.

## Карьера в сборной
16 октября 2018 года дебютировал за молодёжную сборную Казахстана в матче против молодёжной сборной Черногории.

## Достижения
«Кызыл-Жар»
- Победитель Первой лиги: 2019

«Актобе»
- Серебряный призёр Чемпионата Казахстана: 2022
- Бронзовый призёр Чемпионата Казахстана (2): 2023, 2024
- Обладатель кубка Казахстана: 2024

## Статистика выступлений

### Клубная карьера
| Клуб                 | Сезон                | Лига | Лига | Кубки | Кубки | Еврокубки | Еврокубки | Итого | Итого |
| Клуб                 | Сезон                | Игры | Голы | Игры  | Голы  | Игры      | Голы      | Игры  | Голы  |
| -------------------- | -------------------- | ---- | ---- | ----- | ----- | --------- | --------- | ----- | ----- |
| Кайрат               | 2016                 | 0    | 0    | —     | —     | —         | —         | 0     | 0     |
| Кайрат               | 2017                 | 0    | 0    | 0     | 0     | —         | —         | 0     | 0     |
| Кайрат               | 2018                 | —    | —    | 1     | 0     | —         | —         | 1     | 0     |
| Кайрат               | Итого                | 0    | 0    | 1     | 0     | —         | —         | 1     | 0     |
| → Кайрат М           | 2016                 | 19   | 6    | —     | —     | —         | —         | 19    | 6     |
| → Кайрат М           | 2017                 | 3    | 0    | —     | —     | —         | —         | 3     | 0     |
| → Кайрат М           | Итого                | 22   | 6    | —     | —     | —         | —         | 22    | 6     |
| → Кайрат А           | 2017                 | 16   | 1    | —     | —     | —         | —         | 16    | 1     |
| → Кайрат А           | 2018                 | 24   | 1    | —     | —     | —         | —         | 24    | 1     |
| → Кайрат А           | Итого                | 40   | 2    | —     | —     | —         | —         | 40    | 2     |
| → Кыран              | 2019                 | 10   | 0    | —     | —     | —         | —         | 10    | 0     |
| → Кыран              | Итого                | 10   | 0    | —     | —     | —         | —         | 10    | 0     |
| → Кыран М            | 2019                 | 1    | 0    | —     | —     | —         | —         | 1     | 0     |
| → Кыран М            | Итого                | 1    | 0    | —     | —     | —         | —         | 1     | 0     |
| → Кызыл-Жар          | 2019                 | 13   | 1    | 0     | 0     | —         | —         | 13    | 1     |
| → Кызыл-Жар          | 2020                 | 13   | 1    | —     | —     | —         | —         | 13    | 1     |
| → Кызыл-Жар          | Итого                | 26   | 2    | 0     | 0     | —         | —         | 26    | 2     |
| Кызыл-Жар            | 2021                 | 25   | 7    | 6     | 1     | —         | —         | 31    | 8     |
| Кызыл-Жар            | Итого                | 25   | 7    | 6     | 1     | —         | —         | 31    | 8     |
| Всего за «Кызыл-Жар» | Всего за «Кызыл-Жар» | 51   | 9    | 6     | 1     | —         | —         | 57    | 10    |
| Актобе               | 2022                 | 25   | 7    | 4     | 0     | —         | —         | 29    | 7     |
| Актобе               | 2023                 | 19   | 5    | 2     | 0     | 4         | 1         | 25    | 6     |
| Актобе               | 2024                 | 23   | 4    | 6     | 1     | 1         | 0         | 30    | 5     |
| Актобе               | Итого                | 67   | 16   | 12    | 1     | 5         | 1         | 84    | 18    |
| Всего за карьеру     | Всего за карьеру     | 191  | 33   | 19    | 2     | 5         | 1         | 215   | 36    |

### Выступления за сборную
| Сборная   | Год   | Отборочные матчи ЧМ | Отборочные матчи ЧМ | Отборочные матчи ЧЕ | Отборочные матчи ЧЕ | Лига наций УЕФА | Лига наций УЕФА | Товарищеские матчи | Товарищеские матчи | Итого | Итого |
| Сборная   | Год   | Игры                | Голы                | Игры                | Голы                | Игры            | Голы            | Игры               | Голы               | Игры  | Голы  |
| --------- | ----- | ------------------- | ------------------- | ------------------- | ------------------- | --------------- | --------------- | ------------------ | ------------------ | ----- | ----- |
| Казахстан | 2021  | −                   | −                   | −                   | −                   | −               | −               | 2                  | 0                  | 2     | 0     |
| Казахстан | 2022  | −                   | −                   | −                   | −                   | −               | −               | −                  | −                  | −     | −     |
| Казахстан | 2023  | −                   | −                   | −                   | −                   | −               | −               | −                  | −                  | −     | −     |
| Казахстан | 2024  | −                   | −                   | −                   | −                   | 5               | 0               | 2                  | 0                  | 7     | 0     |
| Итого     | Итого | −                   | −                   | −                   | −                   | 5               | 0               | 4                  | 0                  | 9     | 0     |